# Traveling
Traveling è un brano musicale della cantante giapponese Utada Hikaru, pubblicato come suo nono singolo giapponese (l'undicesimo in totale), il 28 novembre 2001. Il singolo ha raggiunto la prima posizione della classifica Oricon dei singoli più venduti in Giappone vendendo 277 100 copie nella prima settimana e 856 000 copie in totale, e rimanendo in classifica per ventuno settimane. Il video musicale prodotto per Traveling è stato diretto da Kazuaki Kiriya, all'epoca marito della Utada.

## Tracce
CD singolo
1. Traveling - 5:13
2. Traveling (PLANITb Remix) - 10:34
3. Traveling (Bahiatronic Mix) - 6:42
4. Traveling (Original Karaoke) - 5:14

## Classifiche
| Classifica (2001) | Posizione più alta |
| ----------------- | ------------------ |
| Giappone          | 1                  |